# Arciconfraternita dei Cordigeri

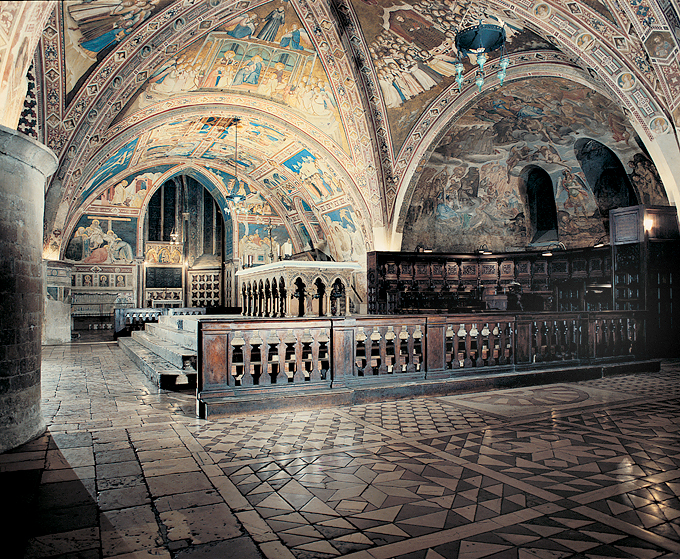
L'altare eretto sopra il sepolcro di san Francesco nella chiesa inferiore della Basilica a lui dedicata nella città di Assisi. Presso questa chiesa sepolcrale e il suo altare, papa Sisto V eresse nel 1585 l'Arciconfraternita dei Cordigeri

L'Arciconfraternita dei Cordigeri (detta anche "della corda" o "del cordone", in inglese Cordbearers, in francese Cordigères) di san Francesco, fu eretta da papa Sisto V presso la Chiesa sepolcrale della Basilica di San Francesco in Assisi con la bolla Ex supernae dispositionis del 19 novembre 1585, «di moto proprio, non ad istanza di qualche petizione pervenutaci, ma di nostra spontanea liberalità e con certa scienza», allo scopo di «decorare più ampiamente il sepolcro e la chiesa di lui (cioè la Basilica di S. Francesco in Assisi), e aumentare dappertutto le opere della pietà e della cristiana carità con accrescere insieme il divin culto». Al Ministro generale dei Conventuali veniva contestualmente conferito il potere di erigere confraternite di cordigeri nelle chiese del suo Ordine aggregandole all'Arciconfraternita di Assisi. 

## Fonti della devozione alla corda di san Francesco e sua diffusione

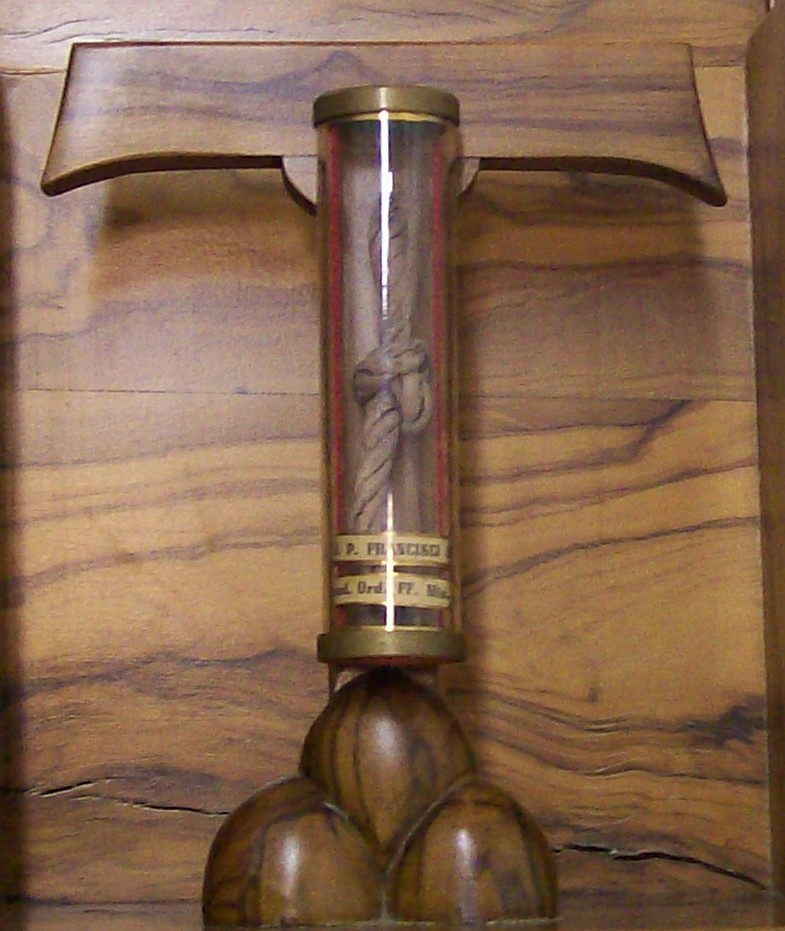
Reliquia della corda di san Francesco conservata presso l'omonima Basilica di Assisi

L'origine di tale devozione, che diede vita a diverse aggregazione che con l'istituzione dell'Arciconfraternita si intendevano implicitamente regolare, è fatta risalire ad alcuni episodi della vita dello stesso Santo. Dopo che nella chiesa della Porziuncola egli ascolta e comprende il brano relativo al mandato affidato agli Apostoli di predicare, «subito, esultante di spirito Santo, esclamò: “Questo voglio, questo chiedo, questo bramo di fare con tutto il cuore!”. S'affretta allora il padre santo – continua il Celano nella Vita prima –, tutto pieno di gioia, a realizzare il salutare ammonimento; non sopporta indugio alcuno a mettere in pratica fedelmente quanto ha sentito: si scioglie dai piedi i calzari, abbandona il suo bastone, si accontenta di una sola tunica, sostituisce la sua cintura con una corda» (22). E così facevano quelli che lo seguivano: «Erano contenti di una sola tonaca talvolta rammendata dentro e fuori, tanto povera e senza ricercatezze da apparire in quella veste dei veri crocifissi per il mondo, e la stringevano ai fianchi con una corda, e portavano rozzi calzoni» (39). Racconta ancora il primo biografo che Domenico di Guzmán, al termine dell'incontro con Francesco lo pregò «che si degnasse di cedergli la corda di cui era cinto. Francesco si mostrava restio, rifiutando con umiltà pari alla carità con cui Domenico insisteva. Tuttavia vinse la santa perseveranza del richiedente, che cinse la corda sotto la tunica interiore con grandissima devozione» (2Cel 150: FF 734). 
La devozione a san Francesco spinse non solo molti fedeli a cingersi i fianchi con la corda, ma anche alcuni nobili a fregiarne i loro blasoni. Insieme a quello araldico il cordiglio vide anche un uso decorativo. Ne sono testimonianza in Spagna le cosiddette case del Cordon documentate fin dalla fine del XV sec. 
La diffusione di tale devozione al cordone di san Francesco fu sicuramente incrementata dall'erezione in Assisi dell'Arciconfraternita dei Cordigeri. Ne sono testimonianza alcune opere prodotte tra la fine del secolo XVI e l'inizio di quello successivo: 
- Jacopo Ligozzi, Allegoria del cordone francescano, 1586, olio su tela, S. Piero a Sieve (Firenze), Chiesa di S. Bonaventura a Bosco ai Frati
- Agostino Carracci, San Francesco: i cordoni, 1586, incisione
- Allegoria del cordone, 1585-1590 ca, Sutri (Viterbo), Museo del Patrimonium, già nella Chiesa di S. Francesco (derivante dall'incisione del Carracci)
- Ercole Ramazzani, Allegoria del Cordone di san Francesco, 1589, olio su tela, Sassoferrato, chiesa di san Francesco (derivante dall'incisione del Carracci)
- Camillo Graffico (incisore), I cordoni di san Francesco, 1592, incisione, (copia dell'incisione del Carracci)
- Guglielmo Caccia, Allegoria francescana, 1593, olio su tela, Moncalvo (Asti), Chiesa di S. Francesco (derivante dall'incisione del Carracci)
- Francesco Curia, Allegoria francescana con Sisto V, fine XVI sec., olio su tavola, Napoli, Chiesa di S. Lorenzo Maggiore (derivante dall'incisione del Carracci)
- Gloria di san Francesco tra santi del Terzo Ordine o Allegoria del cordone di san Francesco, fine XVI-inizio XVII sec., olio su tela, Amatrice (Rieti), Chiesa di S. Francesco (derivante dall'incisione del Carracci)
- Cesare Sermei, Il giudizio finale, 1623, Assisi, Chiesa inferiore della Basilica di S. Francesco (in cui lo stesso Autore si ritrae rivestito degli abiti di cordigero)

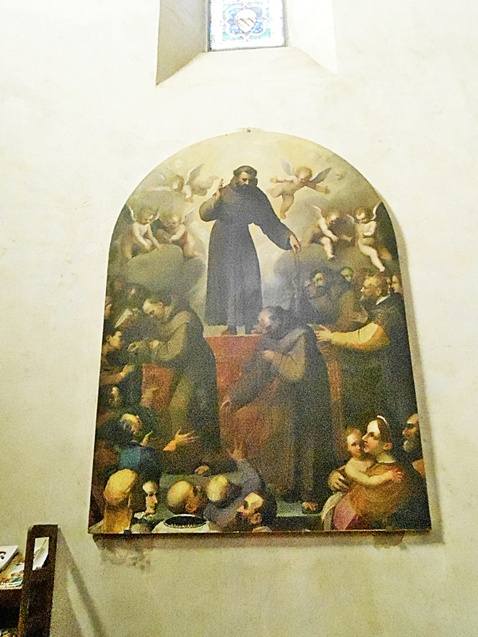
Jacopo Ligozzi, 1586
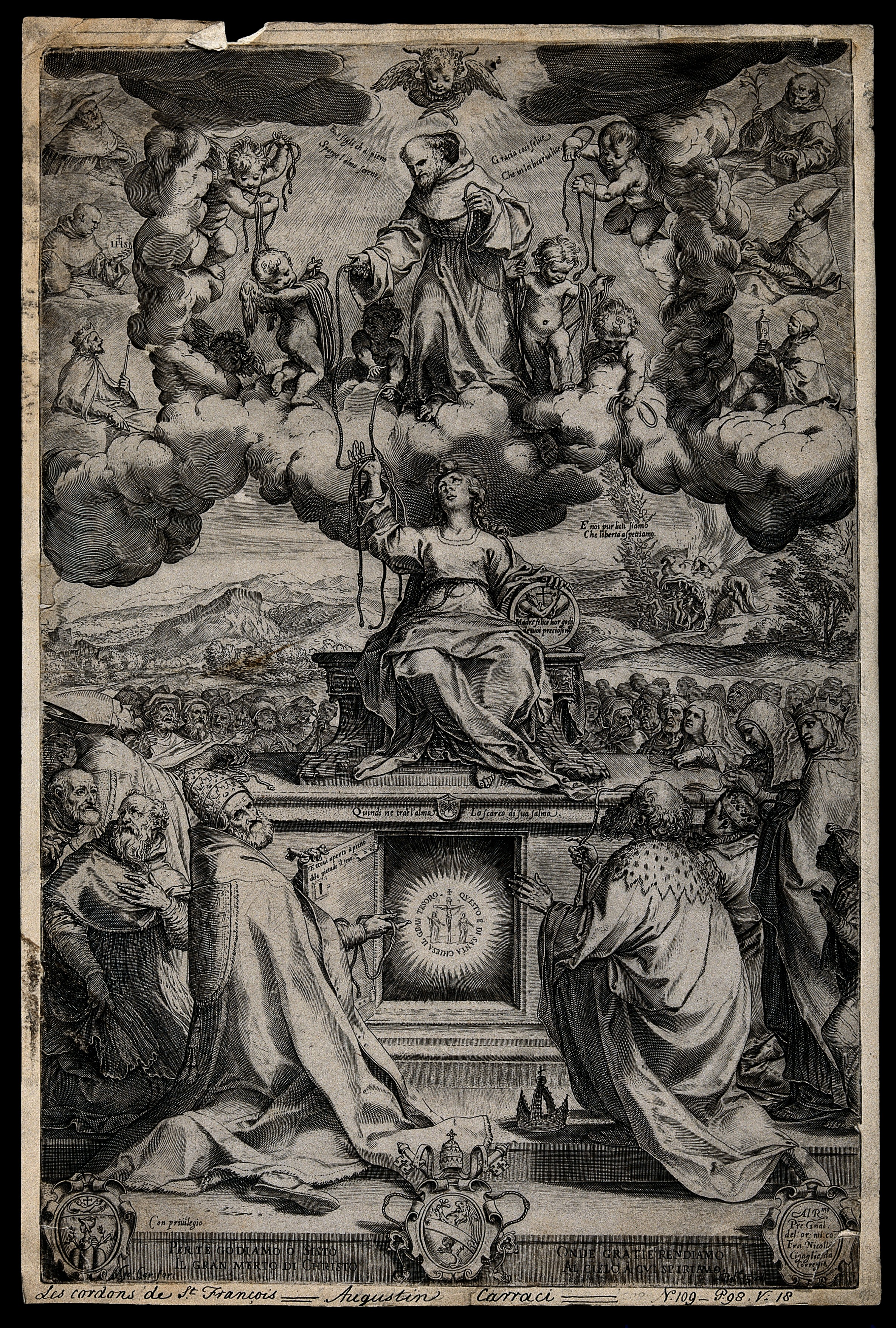
Agostino Carracci, 1586
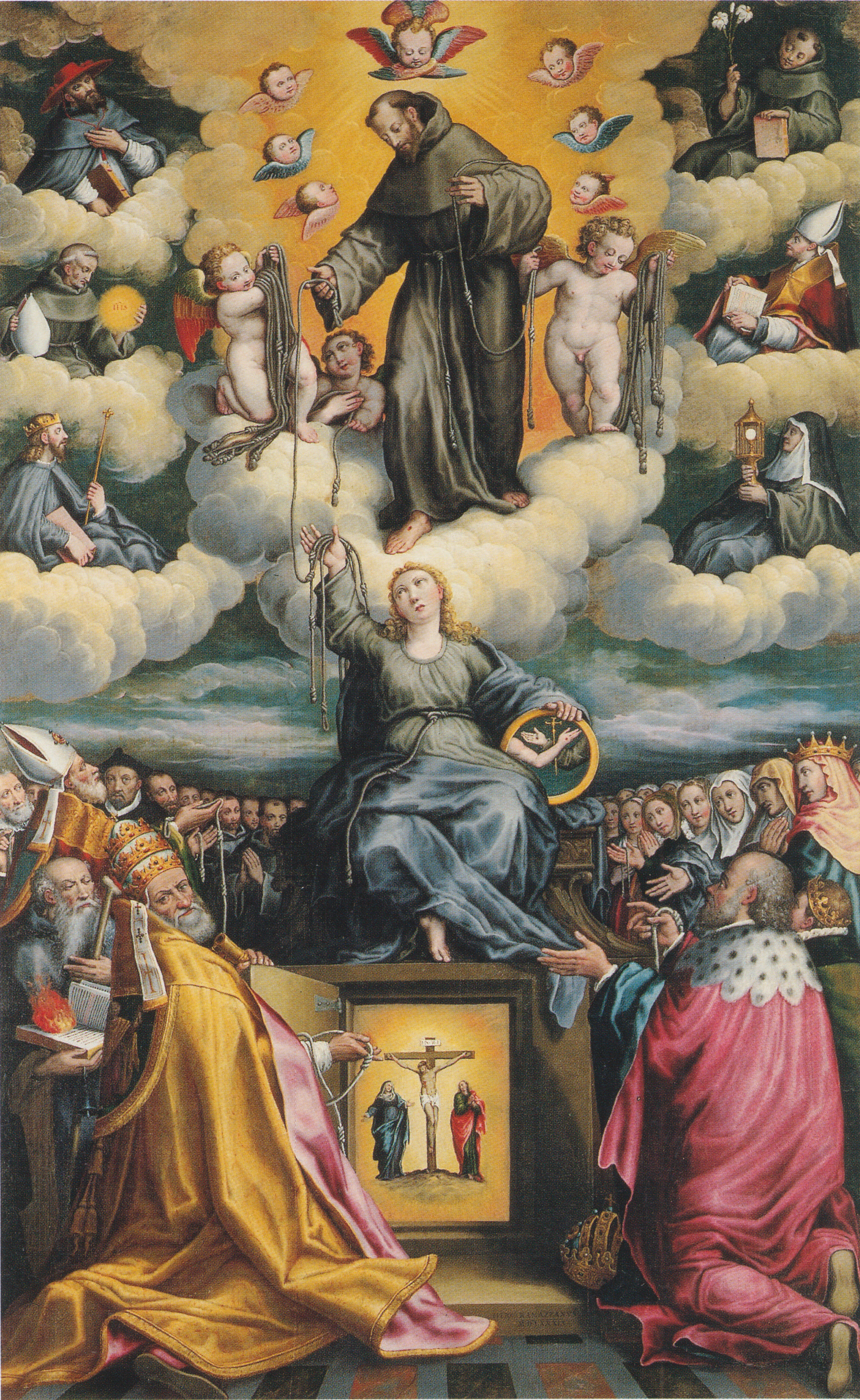
Ercole Ramazzani, Allegoria del Cordone di san Francesco, 1589
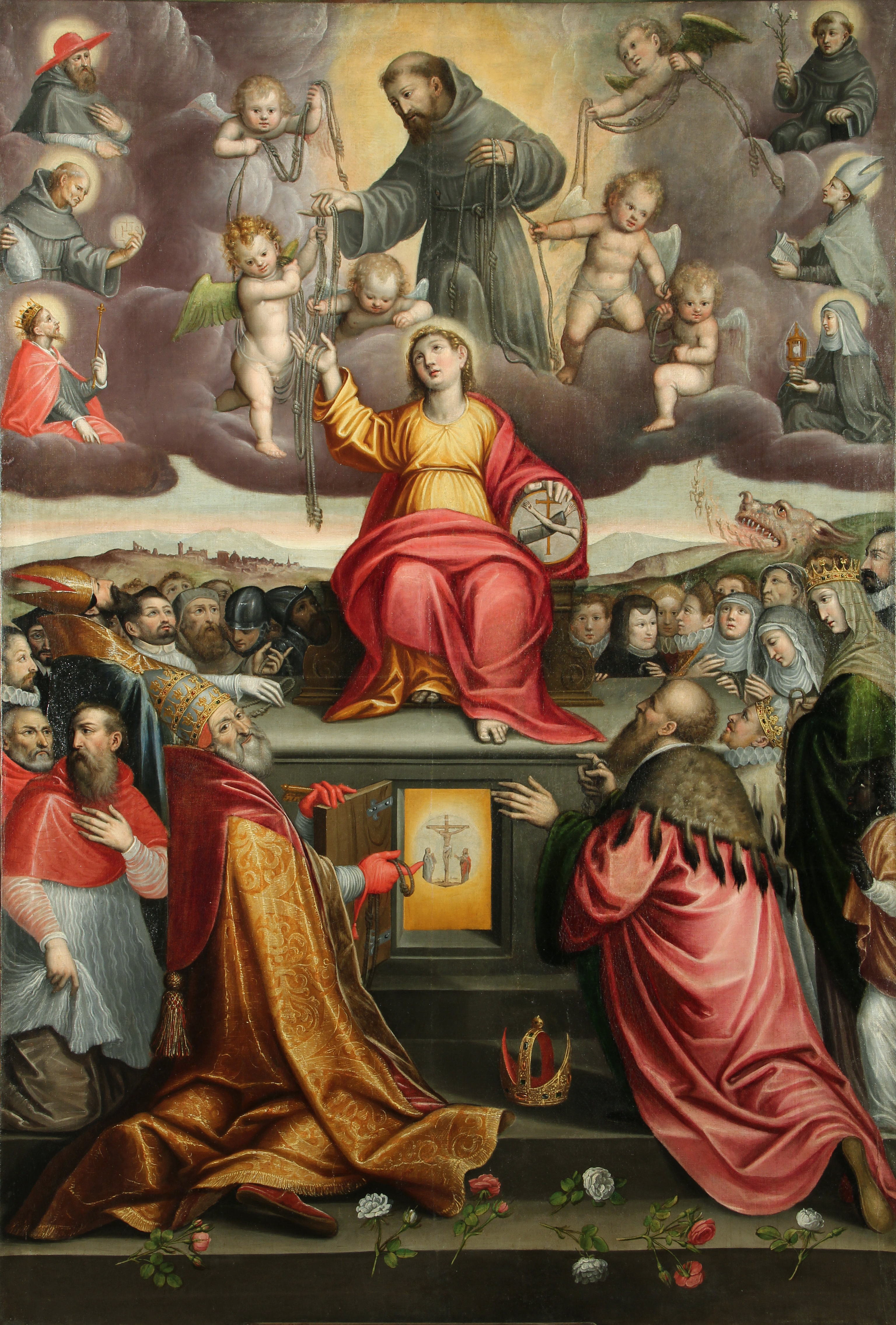
Guglielmo Caccia, Allegoria francescana, 1593

## Concessioni pontificie
Dopo l'istituzione, lo stesso papa Sisto V, con la bolla Divinae caritatis del 29 agosto 1587, concedeva nuove indulgenze all'Arciconfraternita e il potere al Ministro generale degli Osservanti di erigere confraternite di cordigeri nelle chiese del proprio Ordine, in quei luoghi dove non c'erano Conventuali. Analoga facoltà fu concessa da papa Gregorio XV il 27 giugno 1622 al Ministro generale del Terz’Ordine Regolare e da papa Pio X, attraverso un rescritto della Sacra Congregazione delle Indulgenze del 14 dicembre 1904, al Ministro generale dei Cappuccini. Papa Paolo V, con la bolla Cum Certas del 2 marzo 1607, e la Nuper archiconfraternitati dell'11 marzo 1607, revocava tutti i favori spirituali finora concessi all'Arciconfraternita arricchendola di nuove e più ampie indulgenze. Queste bolle vennero confermate dal breve di papa Clemente X, Dudum Felicis del 13 luglio 1673. 
Papa Benedetto XIII nella sua costituzione Sacrosancti apostolatus del 30 settembre 1724, concedeva al Ministro generale dei Conventuali l'autorità di erigere confraternite di cordigeri nelle chiese non appartenenti al proprio ordine in quei luoghi dove non c'erano francescani. Nuovi privilegi e indulgenze furono infine concesse alla Arciconfraternita da due decreti della Sacra Congregazione delle Indulgenze del 22 marzo 1879, e 26 Maggio 1883.
Con l'enciclica Rite epiatis del 30 aprile 1926, papa Pio XI, in occasione del settimo centenario della morte di san Francesco, invitava coloro che per ragioni di età non potevano appartenere al Terz'Ordine Francescano ad iscriversi come "candidati cordiglieri". Tale esortazione portò a proporre il cordigerato ai fanciulli anche di età inferiore ai quattordici anni.

## Requisiti di ammissione
Oltre ai requisiti ordinari necessari per l'acquisizione di tutte le indulgenze plenarie e parziali, l'uso della corda e l'iscrizione nei registri di una confraternita canonicamente eretta o dell'Arciconfraternita assisana erano le uniche condizioni richieste ai soci.

## Cordigeri "illustri"

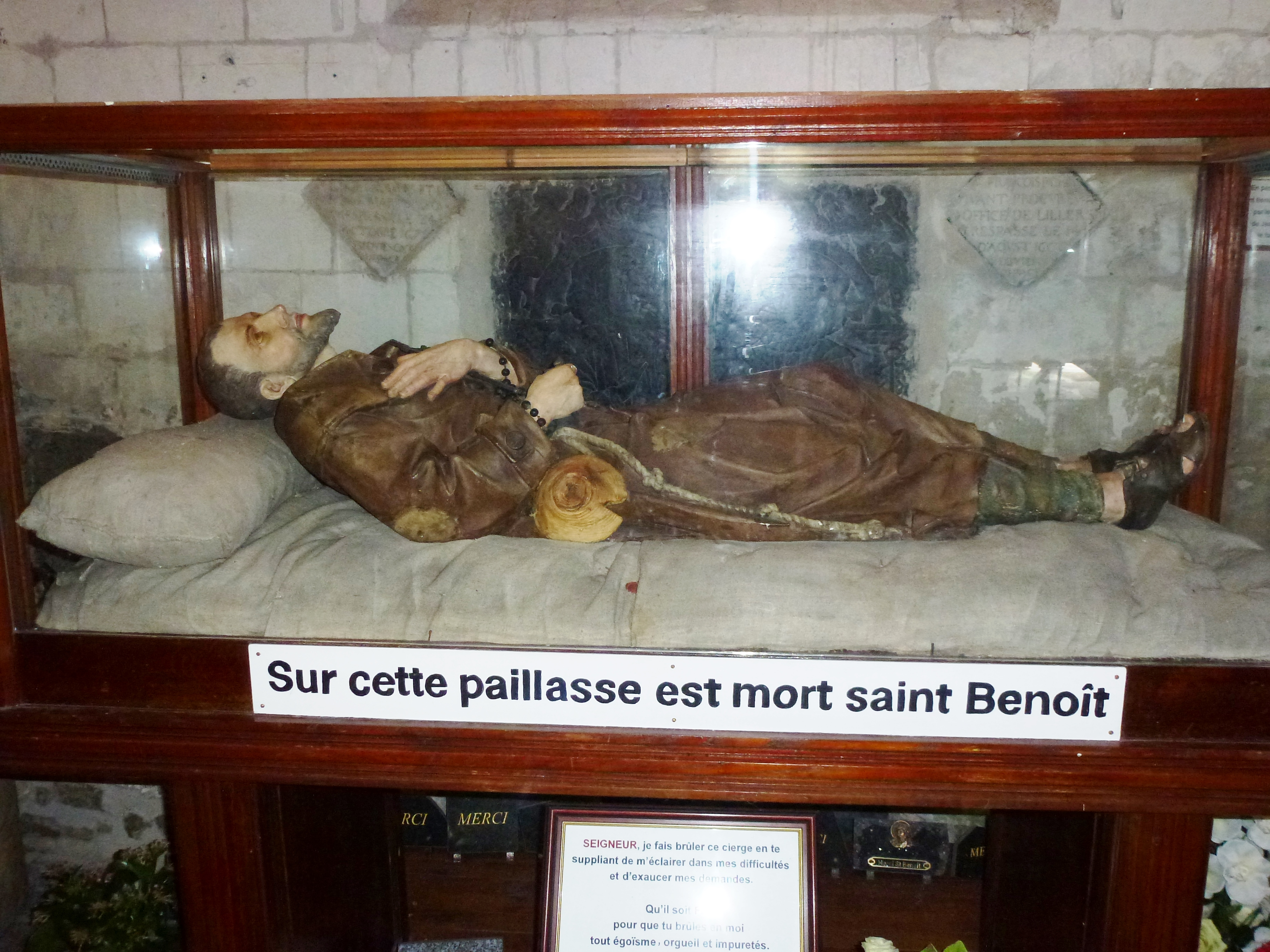
Amettes (Pas-de-Calais, Francia), Chiesa di Saint-Sulpice, Reliquiario del letto di morte di san Benedetto Giuseppe Labre, con il simulacro del Santo cinto dal cordiglio francescano

- Francesco di Sales (1567-1622), santo, vescovo e dottore della Chiesa
- John Tomachi (+1628), beato, martire in Giappone
- Giuseppe Calasanzio (1557-1648), santo, sacerdote
- Cesare Sermei (1581-1668), pittore
- Benedetto Giuseppe Labre (1748-1783), santo
- Bernadette Soubirous (1844-1879), santa, vergine

### Documenti
- De Chordigeris, Romae, Typis Guerra et Mirri, 1883

### Studi
- Elisabetta Gulli Grigioni, Cordigeri francescani. Valenze spirituali, protettive, decorative, in "Il Santo", XLIII(2003), pp. 857-874
- Piero Chiminelli, L'umile capestro. La corda francescana, Padova, Il Messaggero di S. Antonio, 1957

### Rituali e Manuali
- Antonio da Sant'Elia a Pianisi, Manuale storico-giuridico-pratico sul Terz'Ordine Francescano. Appendici: Cordigeri- Amici di S. Francesco - Testi e documenti - Cerimoniale, Roma, Segretariato generale del Terz'Ordine Francescano dei Frati minori cappuccini, 1947 (ai Cordigeri sono dedicate le pp. 433-459)
- Francesco M. Perrone, Per i Cordigeri francescani, Roma, Sansaini, imprim. 1929
- Formulae benedictionum pro Chordigeris S.P.N. Francisci [...], Romae, Typis Vaticanis, 1898
- Francesco Antonio de Leonibus, Instruttione de' Cordigeri del serafico P. S. Francesco d'Assisi, e de' superiori erigenti, aggreganti, communicanti le gratie spirituali, e che guidano le compagnie, [Napoli], Jacomo Gaffaro, 1644.